# Fanthamia sani
Fanthamia sani är en tvåvingeart som beskrevs av Meillon och Downes 1986. Fanthamia sani ingår i släktet Fanthamia och familjen svidknott. Inga underarter finns listade i Catalogue of Life.